# 포로스
포로스(고대 그리스어: Πῶρος) 또는 포루스(라틴어: Porus)(? - 기원전 317년)는 파우라바 왕국의 라자이다. 또한 포루스는 이 부족의 왕의 칭호이며, 이른바 포루스의 개인 이름은 분명하지 않다. 펀자브 동부를 지배했던 실력자였지만, 기원전 326년, 히다스페스 전투에서 알렉산더 3세 (대왕)에게 패하게 된다.

## 생애

### 알렉산더 대왕
그리스계 연보에 따르면 기원전 327년에 알렉산더 대왕이 인도 서북부에 침입했을 당시 이 지역에는 3명의 유력 인사가 있었다. 하나는 인더스강 상류의 탁실라 왕국을 아버지로부터 물려받은 지 얼마 되지 않은 새로운 수장 탁실레스(Taxiles , 힌디어 : Ambhi 암비)이고, 다른 하나는 카슈미르 지방을 지배하는 아비사레스 왕, 그리고 마지막이 동부 펀자브의 포루스 왕이었다.
당시 포루스의 영토는 인더스강 지류 중 하나인 히다스페스강(젤룸강)에서 아케시네스강(체나브강)에 이르는 비옥한 지역에 있었으며, 그리스의 기록에 의하면 기병 4천, 보병 5만, 전차 300기, 전투코끼리 200마리를 동원한 것으로 알려졌다. 포루스 자신은 신장 2m가 넘는 거구로 용맹을 견줄 자 없는 전사였다고 한다.
포루스는 오랫동안 탁실라의 왕과 싸우고 있었다. 따라서 탁실라의 새로운 수장 탁실레스가 재빨리 알렉산더에게 항복한 것을 알게 되자 카슈미르의 아비사레스와 연대하여 마케도니아군에게 항전할 것을 결정하고, 서부 국경선인 히다스페스강(젤룸강)에서 알렉산더의 침공군을 저지하기로 했다.

### 히다스페스강 전투
기원전 326년, 여름이 시작될 무렵 알렉산더는 타크실레스 등의 인도 동맹 제후들과 함께 히다스페스 강변에 도달했다. 알렉산더는 강 건너에서 포로스가 이끄는 대군이 마케도니아 군을 기다리고 있는 것을 알고 있었기 때문에 군대를 강가에 진을 치고 기회를 엿보고 있었다. 정면에서 도하를 강행하는 것은 위험하기 때문에 알렉산더는 기병을 이용하여 매일 밤마다 양동작전을 전개하였고, 포루스 군은 이에 응하느라 피곤이 쌓였다. 폭풍우 치는 밤에 약간의 정예 기병을 이끌고 상류로 우회하여 몰래 강을 건넜다.
포루스는 곧 이를 알아차리고 아들 중 한 명을 보내 요격을 하게 했지만, 이 작은 부대는 알렉산더의 병력에 분쇄되었다. 포루스는 전 부대에 요격태세를 취하게 했지만, 알렉산더가 건너 편에 두고 왔던 부대에 배후를 공격당하자 패배를 한다. 이 때 포루스는 동맹자 아비사레스의 원군을 기대했다는 설도 있지만, 아비사레스는 마케도니아 군이 침입하자 거의 전 기간을 통해 형세를 전망하는 태도로 일관했다.
포루스는 병사가 차례로 쓰러져도 끝까지 전투코끼리 위에서 분전을 계속했기 때문에, 그 용기에 감탄한 알렉산더는 항복을 권유한다. 아리아노스에 따르면 알렉산더는 시작 타크실레스를 사자로 보냈지만, 포루스가 상대해 주지 않았기 때문에 여러 번 사신을 보냈고, 마지막에 포루스의 오랜 친구 메로에스라는 인물을 보내 설득에 성공했다고 한다. 또한 현대 인도의 연구자 중에는 이 메로에스를 후의 찬드라굽타 마우리아로 여기는 사람도 있지만 근거는 매우 희박하다.
알렉산더에게 어떤 처우를 받아야 할지 질문을 받은 포루스는 “왕으로 대우하라”고만 답했다. 알렉산더가 더 질문을 하자 “이 대답 속에 모두 포함되어 있다”고 말했다. 알렉산더는 그의 용기와 긍지를 높이 사서 경의를 표하고 그에게 영지 모두를 인정한 후 친구로 대우했다고 한다.

## 히다스페스 이후
그후 포루스는 알렉산더의 중요한 동맹자가 되어 히파시스 강(현재 비아스 강) 강역을 평정하는데 협력하였고, 알렉산더가 철수한 후에는 이 지역 전역을 받았다. 또한 알렉산더의 중재로 타크실레스와 강화를 체결했다.
얼마 후 알렉산더가 인더스 지방을 맡겼던 사트라프인 필리포스가 반란으로 살해당했기 때문에 알렉산더는 인도에 남긴 대리자인 에우다모스와 타크실레스에게 서한을 보내 추후 정식 총독을 임명할 때까지 두 사람이 협력해서 이 지역을 통치하도록 명령했다. 그러나 기원전 323년에 알렉산더가 급사한 후 제국의 지배권을 다툰 디아도코이들은 주로 소아시아와 이차 아시아에 눈을 돌려 그곳을 주전장으로 삼았다. 멀리 있는 인도 지역은 방치되었기 때문에 에우다모스와 타크실레스의 지배가 기정사실이 된 채 남아 있었다. 기원전 316년에는 총독으로 명목상 에우다모스와 타크실레스의 상위자인 페이톤이 인더스 동해안에서 철수했기 때문에 그 이후 펀자브의 정세는 거의 알 수 없게 된다.
포루스의 이후는 분명하지 않다. 디오도로스 시켈로스의 《역사총서》에 의하면, 기원전 317년에 에우메네스에게 가세하기 위해 인도를 떠난 에우다모스가 포루스를 살해하고 그 영지와 군을 손에 넣었다고 전한다. 어쨌든 기원전 305년 셀레우코스 1세와 마우리아 왕조의 찬드라굽타가 인더스강유역에서 충돌했을 때에는 이미 포루스 왕국이 소멸하고 사라져 버린 것은 확실하다.

## 논란
찬드라굽타의 거병을 주제로 하는 비샤카닷타(Viśākhadatta)의 《무드라 라크샤사》(Mudrārākṣasa)를 비롯해 중세에 만들어진 일부 연극 속에 찬드라굽타의 중요한 동맹자로서 산악왕 ‘파르바타’(Parvata)라는 인물이 등장하며, 스루가이를 포루스로 설정했다는 설이 유력하다. 연극 속에서 찬드라굽타가 왕위를 얻은 후에 걸림돌이 되는 파르바타를 찬드라굽타의 재상 카우틸랴가 제거한다는 설정에는 대체로 일치한다.
또한 연극에서 파르바타의 아들로 등장하는 마라야케투를 에우다모스와 함께 디아도코이 전쟁에 참여하여 에우메네스 휘하에서 기원전 317년 가비에네 전투에서 전사한 인도인 귀족 케테우스(디오도로스 시켈로스의 《역사총서》에 언급)로 여기는 설도 있다. 이 경우 에우다모스가 살해했다는 인물은 포루스가 아니라 오히려 탁실레스였을 가능성도 있다.

## 같이 보기
- 암비
- 파우라바 왕국